# Călugăreni, Prahova
Călugăreni là một xã thuộc hạt Prahova, România. Dân số thời điểm năm 2002 là 1448 người.